# Slavko Gak
Slavko Gak (in serbo Славко Гак?; Belgrado, 9 giugno 1980) è un pallanuotista serbo.

## Palmarès
- Coppe LEN: 1

Radnicki: 2012-13
- Campionato turco: 1

Galatasaray: 2012
- Campionato serbo-montenegrino: 3

Partizan: 2002
Jadran: 2005, 2006
- Coppa di Serbia e Montenegro: 3

Partizan: 2002
Budva: 2005, 2006
- Coppa del Montenegro: 1

Budva: 2009
- Campionato serbo: 1

Partizan: 2010
- Coppa di Serbia: 1

Partizan: 2010
- Euro Interliga: 1

Partizan: 2010

### Nazionale
- Mondiali

Roma 2009: 
- Giochi del Mediterraneo

Pescara 2009: 
- Universiadi

Taegu 2003: